# Reinette grise de Lorient
 (septembre 2011).
Si vous disposez d'ouvrages ou d'articles de référence ou si vous connaissez des sites web de qualité traitant du thème abordé ici, merci de compléter l'article en donnant les références utiles à sa vérifiabilité et en les liant à la section « Notes et références ».
La Reinette grise de Lorient est un cultivar de pommier domestique.

## Description
- Pelure : grise orangée
- Calibre : gros à très gros
- Chair : blanche jaunâtre, fine, juteuse, légèrement acide et très parfumée[1]

## Culture
- Conservation : de novembre à janvier dans un fruitier[1]
- Maladies : variété plus résistante et plus saine que la Reinette grise du Canada[1]
- Porte-greffe : selon vigueur souhaitée de l'arbre à obtenir (EM106,…)[1]